# Плат (Рогашка Слатина)
Плат (словен. Plat) — поселення в общині Рогашка Слатина, Савинський регіон, Словенія. Висота над рівнем моря: 319,5 м.